# NML Cygni

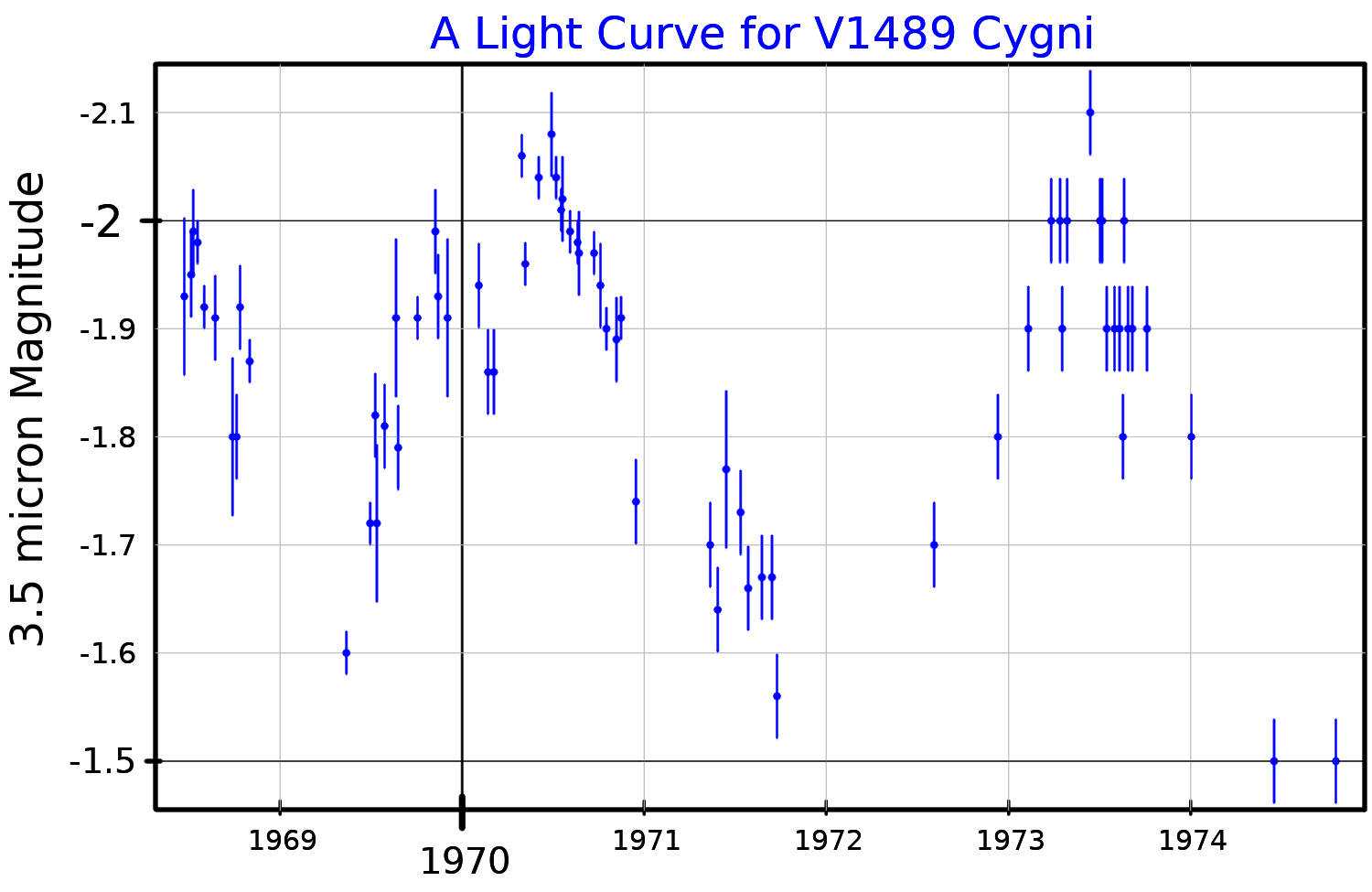
Lichtkromme van NML Cyg

NML Cygni of V1489 Cygni is een rode hyperreus in het sterrenbeeld Zwaan. NML Cygni heeft een straal van tussen de 1183 en 2770 zonneradii en behoort tot de grootste bekende sterren.
De ster werd in 1965 ontdekt door Neugebauer, Martz en Leighton, die zochten naar extreem koele sterren. De naam van de ster (NML) verwijst naar de ontdekkers. In 1968 is 1612MHz OH-maser-emissie afkomstig van de ster ontdekt. Later detekteerde men ook maser-emissie van andere moleculen. 